# Mario Stroeykens
Mario Stroeykens (* 29. September 2004) ist ein belgischer Fußballspieler, der beim RSC Anderlecht in der belgischen Division 1A spielt.

## Karriere
Stroeykens begann seine Karriere beim RSC Anderlecht. Ende Dezember 2020 verlängerten Stroeykens und der RSC Anderlecht den Vertrag bis Juni 2023. Am 15. Januar 2021 gab Stroeykens im Auswärtsspiel gegen den KAS Eupen sein Ligadebüt.
In der Saison 2020/21 wurde er bei drei Ligaspielen Mitte bzw. Ende Januar 2021 mit jeweils wenigen Minuten Spielzeit eingesetzt sowie bei einem Pokalspiel Anfang Februar 2021 gegen einen Amateurverein für 15 Minuten. In der Saison 2021/22 waren es 7 von 40 möglichen Ligaspielen sowie ein Spiel in der Qualifikation zur Conference League.
In Saison 2022/23 wurde er bei 26 von 34 möglichen Ligaspielen, bei denen er vier Tore schoss, eingesetzt, sowie bei 13 Spielen im Europapokal und zwei Pokalspielen mit einem Tor. Außerdem gab es einen Einsatz in der 2. Mannschaft in der Division 1B. In der nächsten Saison waren es 38 von 40 möglichen Ligaspielen, in denen er fünf Tore schoss, sowie zwei Pokalspiele mit einem Tor.
In der Saison 2024/25 wurde er bei 27 von 40 möglichen Ligaspielen eingesetzt mit vier geschossenen Toren, drei Pokalspielen und neun Spielen in der Europa League mit einem Tor.

## Nationalmannschaft
Stroeykens bestritt 2019 vier Freundschaftsspiele mit der U 15-Junioren-Nationalmannschaft sowie fünf mit der U 16-Nationalmannschaft. 2020 war es ein Freundschaftsspiel mit der U 17-Nationalmannschaft.
Mit der U 19-Nationalmannschaft bestritt er insgesamt neun Qualifikationsspiele für die Austragungen der U-19-Europameisterschaften 2022 und 2023.
Für die U 20-Nationalmannschaft war er bei zwei Freundschaftsspielen im Einsatz. Ab Herbst 2023 bestritt er Qualifikationsspiele zur U 21-Europameisterschaft 2025 für U 21-Nationalmannschaft.